# ロンゲリック環礁
座標: 北緯11度20分 東経167度27分 / 北緯11.333度 東経167.450度
ロンゲリック環礁(Rongerik Atoll)は、太平洋にある無人の環礁。
面積、1.68km2 、17の島がある。
マーシャル諸島に属し、ビキニ環礁の東200kmのラリック列島にある。30km西にはロンゲラップ環礁が隣接する。

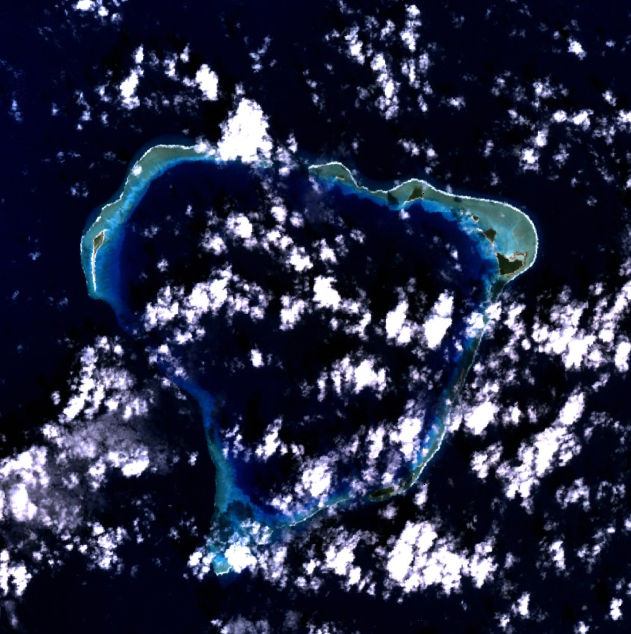
ロンゲリック環礁の衛星写真 - NASA NLT Landsat 7 (Visible Color)

ビキニ環礁での核実験に先立ち、1946年3月にビキニ環礁の島民はこの環礁に移住させられた。
この環礁では食料、水が不足しており、1948年3月にはクェゼリン環礁へ、そして1948年11月にキリ島へ移住させられた。